# Gaiziņkalns
Gaiziņkalns (Gaiziņš), a 312 m de altitude, é o ponto mais alto da Letônia. Está situado a curta distância a oeste da cidade de Madona, no centro do país.
Embora tenha altitude relativamente pequena, Gaiziņkalns e arredores foram desenvolvidos como um destino de esqui, incluindo três pistas e várias pousadas. A fim de rivalizar com a sua rival Suur Munamägi (o ponto mais alto da vizinha Estônia com 318 m), uma torre estava sendo construída para alcançar uma maior elevação em geral. Embora o trabalho de construção não tenha sido terminado, a torre se tornou uma atração para muitos turistas, o que levou ao encerramento da torre, devido a riscos de segurança.